# Eisschnelllauf-Sprintweltmeisterschaft 2008
Die 39. Eisschnelllauf-Sprintweltmeisterschaft wurde vom 19. bis 20. Januar 2008 im niederländischen Heerenveen (Thialf) ausgetragen.

## Wettbewerb
- 78 Sportler aus 18 Nationen kamen ins Mekka der Eisschnellläufer, um unter sich den Sprintweltmeister zu ermitteln

| Teilnehmende Nationen              | Teilnehmende Nationen           | Teilnehmende Nationen    | Teilnehmende Nationen         | Teilnehmende Nationen   | Teilnehmende Nationen               |
| ---------------------------------- | ------------------------------- | ------------------------ | ----------------------------- | ----------------------- | ----------------------------------- |
| Belarus Kanada Volksrepublik China | Finnland Frankreich Deutschland | Italien Japan Kasachstan | Südkorea Niederlande Norwegen | Polen Rumänien Russland | Schweden Ukraine Vereinigte Staaten |

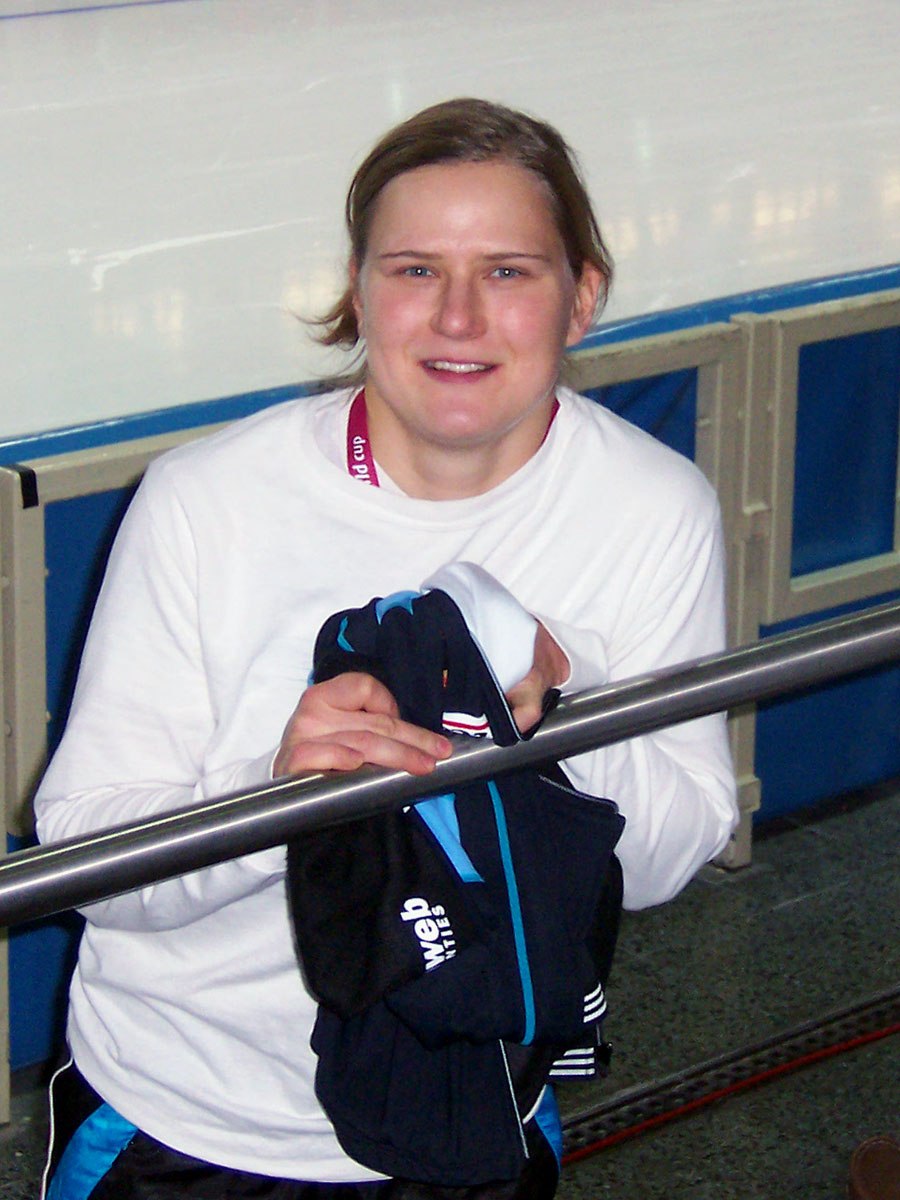
500 m Spezialistin Jenny Wolf mit Überraschungssieg

Bei der Sprintweltmeisterschaft geht es über die 500- und 1000-m-Distanz, jeweils an zwei Tagen. Wenn ein Sportler am ersten Tag auf der Innenbahn startet, so startet er am zweiten Tag auf der Außenbahn.
- Das folgende Beispiel zeigt, wie sich die Mehrkampfpunkte, der einzelnen Läufe berechnen lassen

| Strecke         | gelaufene Zeit        | 500-m-Durchschnitt          |
| --------------- | --------------------- | --------------------------- |
| 500 m (1. Tag)  | 37,64 s               | 37,64 / 10 = 037,640 Punkte |
| 1000 m (1. Tag) | 1:17,06 min = 77,06 s | 77,06 / 20 = 038,530 Punkte |
| 500 m (2. Tag)  | 37,60 s               | 37,60 / 10 = 037,600 Punkte |
| 1000 m(2. Tag)  | 1:17,09 min = 77,09 s | 77,09 / 20 = 038,545 Punkte |
| Gesamt:         |                       | 152,315 Punkte              |

### Frauen
Die Chinesin Wang Beixing war bei dieser Weltmeisterschaft vom Pech verfolgt. Ihre Schlittschuhe gingen auf dem Weg nach Heerenveen verloren. Kurzfristig organisierter Ersatz konnte nur als Ersatz dienen und mangels Passform nicht überzeugen. Wang ging mit den provisorisch verschnürten und verklebten Schuhen an den Start. Nach wackligen 500 und 1000 m, mit entsprechend schlechten Zeiten, brach sie den Wettkampf ab und trat die Heimreise an. Die deutsche Jenny Wolf ist mit erwarteten Bestzeiten über 500 m ins Rennen gestartet. Als Kurzstrecken Sprinterin musste sie die 1000 m jedoch sehr behutsam angehen. Trotz Platz 6 und 7 über 1000 m zahlte es sich am Ende aus. Sie siegte mit 0,845 Punkten Vorsprung auf Platz zwei. Geschwächt durch eine Erkrankung konnte die Favoritin Anni Friesinger sich im Sprint nicht durchsetzen. Auf ihrer Paradedisziplin, der 1000 m, lief sie ihrer Bestleistung hinterher und konnte den von Jenny Wolf vorgelegten Zeiten über 500 m Nichts entgegensetzen.

#### Endstand
- Zeigt die zwölf erfolgreichsten Sportlerinnen der Sprint-WM

| Rang | Name                 | 1. Lauf 500 Meter | Pkt.  | 1. Lauf 1000 Meter | Pkt.  | 2. Lauf 500 Meter | Pkt.  | 2. Lauf 1000 Meter | Pkt.  | Gesamt- pkt. |
| ---- | -------------------- | ----------------- | ----- | ------------------ | ----- | ----------------- | ----- | ------------------ | ----- | ------------ |
| 1    | Jenny Wolf           | 37,64 (1)         | 37,64 | 1:17,06 (6)        | 38,53 | 37,60 (1)         | 37,60 | 1:17,09 (7)        | 38,55 | 152,315      |
| 2    | Anni Friesinger      | 38,70 (7)         | 38,70 | 1:15,58 (1)        | 37,79 | 38,76 (7)         | 38,76 | 1:15,82 (2)        | 37,91 | 153,160      |
| 3    | Annette Gerritsen    | 38,36 (2)         | 38,36 | 1:17,51 (8)        | 38,75 | 38,44 (3)         | 38,44 | 1:15,91 (3)        | 37,95 | 153,510      |
| 4    | Chiara Simionato     | 38,94 (9)         | 38,94 | 1:16,89 (5)        | 38,45 | 38,75 (6)         | 38,75 | 1:16,00 (4)        | 38,00 | 154,135      |
| 5    | Marianne Timmer      | 38,91 (8)         | 38,91 | 1:16,75 (3)        | 38,37 | 38,64 (5)         | 38,64 | 1:16,72 (6)        | 38,36 | 154,285      |
| 6    | Ireen Wüst           | 39,47 (19)        | 39,47 | 1:15,64 (2)        | 37,82 | 39,56 (19)        | 39,56 | 1:15,59 (1)        | 38,36 | 154,645      |
| 7    | Shannon Rempel       | 38,95 (10)        | 38,95 | 1:17,32 (7)        | 38,66 | 39,02 (12)        | 39,02 | 1:16,55 (5)        | 38,28 | 154,905      |
| 8    | Zhang Shuang         | 38,49 (4)         | 38,49 | 1:18,03 (11)       | 39,01 | 38,61 (4)         | 38,61 | 1:18,66 (14)       | 39,33 | 155,445      |
| 9    | Heike Hartmann       | 38,96 (11)        | 38,96 | 1:17,75 (9)        | 38,88 | 38,89 (10)        | 38,89 | 1:17,86 (9)        | 38,93 | 155,655      |
| 10   | Lee Sang-hwa         | 38,46 (3)         | 38,46 | 1:20,00 (22)       | 40,00 | 38,27 (2)         | 38,27 | 1:18,22 (10)       | 39,11 | 155,840      |
| 11   | Swetlana Kajkan      | 38,64 (6)         | 38,64 | 1:18,58 (12)       | 39,29 | 38,81 (8)         | 38,81 | 1:18,55 (13)       | 39,27 | 156,015      |
| 12   | Paulien van Deutekom | 39,63 (21)        | 39,63 | 1:16,79 (4)        | 38,40 | 39,56 (19)        | 39,56 | 1:17,11 (8)        | 38,55 | 156,140      |

* Die Chinesin Wang Beixing brach die WM nach den ersten beiden Strecken ab
* Die Amerikanerin Lana Gehring wurde im zweiten 500-m-Lauf disqualifiziert und fiel damit aus der Wertung

#### 1. Lauf 500 Meter
| Platz | Name              | Land                | Zeit  | Punkte |
| ----- | ----------------- | ------------------- | ----- | ------ |
| 1     | Jenny Wolf        | Deutschland         | 37,64 | 37,64  |
| 2     | Annette Gerritsen | Niederlande         | 38,36 | 38,36  |
| 3     | Lee Sang-hwa      | Südkorea            | 38,46 | 38,46  |
| 4     | Zhang Shuang      | Volksrepublik China | 38,49 | 38,49  |
| 5     | Wang Beixing      | Volksrepublik China | 38,49 | 38,49  |
| 6     | Swetlana Kajkan   | Russland            | 38,64 | 38,64  |
| 7     | Anni Friesinger   | Deutschland         | 38,70 | 38,70  |
| 8     | Marianne Timmer   | Niederlande         | 38,91 | 38,91  |
| 9     | Chiara Simionato  | Italien             | 38,94 | 38,94  |
| 10    | Shannon Rempel    | Kanada              | 38,95 | 38,95  |
|       |                   |                     |       |        |
| 11    | Heike Hartmann    | Deutschland         | 38,96 | 38,96  |

#### 1. Lauf 1000 Meter
| Platz | Name                 | Land        | Zeit    | Punkte |
| ----- | -------------------- | ----------- | ------- | ------ |
| 1     | Anni Friesinger      | Deutschland | 1:15,58 | 37,79  |
| 2     | Ireen Wüst           | Niederlande | 1:15,64 | 37,82  |
| 3     | Marianne Timmer      | Niederlande | 1:16,75 | 38,37  |
| 4     | Paulien van Deutekom | Niederlande | 1:16,79 | 38,40  |
| 5     | Chiara Simionato     | Italien     | 1:16,89 | 38,45  |
| 6     | Jenny Wolf           | Deutschland | 1:17,06 | 38,53  |
| 7     | Shannon Rempel       | Kanada      | 1:17,32 | 38,66  |
| 8     | Annette Gerritsen    | Niederlande | 1:17,51 | 38,75  |
| 9     | Heike Hartmann       | Deutschland | 1:17,75 | 38,88  |
| 10    | Maki Tabata          | Japan       | 1:17,85 | 38,93  |

#### 2. Lauf 500 Meter
| Platz | Name              | Land                | Zeit  | Punkte |
| ----- | ----------------- | ------------------- | ----- | ------ |
| 1     | Jenny Wolf        | Deutschland         | 37,60 | 37,60  |
| 2     | Lee Sang-hwa      | Südkorea            | 38,27 | 38,27  |
| 3     | Annette Gerritsen | Niederlande         | 38,44 | 38,44  |
| 4     | Zhang Shuang      | Volksrepublik China | 38,61 | 38,61  |
| 5     | Marianne Timmer   | Niederlande         | 38,64 | 38,64  |
| 6     | Chiara Simionato  | Italien             | 38,75 | 38,75  |
| 7     | Anni Friesinger   | Deutschland         | 38,76 | 38,76  |
| 8     | Swetlana Kajkan   | Russland            | 38,81 | 38,81  |
| 9     | Elli Ochowicz     | Vereinigte Staaten  | 38,88 | 38,88  |
| 10    | Heike Hartmann    | Deutschland         | 38,89 | 38,89  |

#### 2. Lauf 1000 Meter
| Platz | Name                 | Land        | Zeit    | Punkte |
| ----- | -------------------- | ----------- | ------- | ------ |
| 1     | Ireen Wüst           | Niederlande | 1:15,59 | 37,79  |
| 2     | Anni Friesinger      | Deutschland | 1:15,82 | 37,91  |
| 3     | Annette Gerritsen    | Niederlande | 1:15,91 | 37,95  |
| 4     | Chiara Simionato     | Italien     | 1:16,00 | 38,00  |
| 5     | Shannon Rempel       | Kanada      | 1:16,55 | 38,28  |
| 6     | Marianne Timmer      | Niederlande | 1:16,72 | 38,36  |
| 7     | Jenny Wolf           | Deutschland | 1:17,09 | 38,55  |
| 8     | Paulien van Deutekom | Niederlande | 1:17,11 | 38,55  |
| 9     | Heike Hartmann       | Deutschland | 1:17,86 | 38,93  |
| 10    | Lee Sang-hwa         | Südkorea    | 1:18,22 | 39,11  |

### Männer
Der Niederländer Jan Bos (Sprintweltmeister 1998) war am ersten Tag schnellster Mann über 1000 m. Es zeichnete sich ab das er wieder eine Medaille gewinnen würde. Ein Sturz im 500-m-Lauf am zweiten Tag machte diesen Traum aber zunichte.

#### Endstand
- Zeigt die zwölf erfolgreichsten Sportler der Sprint-WM

| Rang | Name                | 1. Lauf 500 Meter | Pkt.  | 1. Lauf 1000 Meter | Pkt.  | 2. Lauf 500 Meter | Pkt.  | 2. Lauf 1000 Meter | Pkt.  | Gesamt- pkt. |
| ---- | ------------------- | ----------------- | ----- | ------------------ | ----- | ----------------- | ----- | ------------------ | ----- | ------------ |
| 1    | Lee Kyu-hyeok       | 34,99 (2)         | 34,99 | 1:09,84 (6)        | 34,92 | 34,85 (1)         | 34,85 | 1:08,82 (1)        | 34,41 | 139,170      |
| 2    | Jeremy Wotherspoon  | 34,81 (1)         | 34,81 | 1:09,47 (3)        | 34,74 | 34,95 (2)         | 34,95 | 1:09,54 (7)        | 34,77 | 139,265      |
| 3    | Mun Jun             | 35,62 (15)        | 35,62 | 1:09,72 (4)        | 34,86 | 35,00 (3)         | 35,00 | 1:09,20 (3)        | 34,60 | 140,080      |
| 4    | Simon Kuipers       | 35,53 (14)        | 35,53 | 1:09,46 (2)        | 34,73 | 35,23 (4)         | 35,23 | 1:09,28 (6)        | 34,64 | 140,130      |
| 5    | Keiichirō Nagashima | 35,24 (6)         | 35,24 | 1:10,51 (9)        | 35,26 | 35,25 (5)         | 35,25 | 1:10,01 (9)        | 35,00 | 140,750      |
| 6    | Mika Poutala        | 35,14 (4)         | 35,14 | 1:10,65 (11)       | 35,32 | 35,28 (6)         | 35,28 | 1:10,07 (10)       | 35,03 | 140,780      |
| 7    | Denny Morrison      | 35,82 (19)        | 35,82 | 1:09,72 (4)        | 34,86 | 35,66 (14)        | 35,66 | 1:09,22 (4)        | 34,61 | 140,950      |
| 8    | Jacques de Koning   | 35,36 (12)        | 35,36 | 1:10,55 (10)       | 35,28 | 35,40 (8)         | 35,40 | 1:10,20 (11)       | 35,10 | 141,135      |
| 9    | Lars Elgersma       | 35,98 (21)        | 35,98 | 1:10,84 (13)       | 35,42 | 35,56 (12)        | 35,56 | 1:09,22 (4)        | 34,61 | 141,570      |
| 10   | Lee Kang-seok       | 35,13 (3)         | 35,13 | 1:11,03 (16)       | 35,51 | 35,33 (7)         | 35,33 | 1:11,25 (20)       | 35,63 | 141,600      |
| 11   | An Weijiang         | 35,24 (6)         | 35,24 | 1:11,01 (15)       | 35,50 | 35,67 (16)        | 35,67 | 1:11,02 (18)       | 35,51 | 141,925      |
| 12   | Håvard Bøkko        | 36,00 (22)        | 36,00 | 1:10,11 (7)        | 35,06 | 36,19 (26)        | 36,19 | 1:09,93 (8)        | 34,97 | 142,210      |

* Der Amerikaner Kip Carpenter wurde im ersten Lauf über 500 m disqualifiziert und fiel damit aus der Wertung
* Pekka Koskela (Finnland) und Dmitri Lobkow (Russland) traten am zweiten Tag nicht mehr an und fielen damit aus der Wertung

#### 1. Lauf 500 Meter
| Platz | Name                                    | Land                                  | Zeit  | Punkte |
| ----- | --------------------------------------- | ------------------------------------- | ----- | ------ |
| 1     | Jeremy Wotherspoon                      | Kanada                                | 34,81 | 34,81  |
| 2     | Lee Kyu-hyeok                           | Südkorea                              | 34,99 | 34,99  |
| 3     | Lee Kang-seok                           | Südkorea                              | 35,13 | 35,13  |
| 4     | Mika Poutala                            | Finnland                              | 35,14 | 35,14  |
| 5     | Yu Fengtong                             | Volksrepublik China                   | 35,20 | 35,20  |
| 6     | Keiichirō Nagashima An Weijiang Jan Bos | Japan Volksrepublik China Niederlande | 35,24 | 35,24  |
| 9     | Jōji Katō Dmitri Lobkow                 | Japan Russland                        | 35,27 | 35,27  |
|       |                                         |                                       |       |        |
| 23    | Samuel Schwarz                          | Deutschland                           | 36,07 | 36,07  |
| 25    | Nico Ihle                               | Deutschland                           | 36,19 | 36,19  |

#### 1. Lauf 1000 Meter
| Platz | Name                | Land        | Zeit    | Punkte |
| ----- | ------------------- | ----------- | ------- | ------ |
| 1     | Jan Bos             | Niederlande | 1:09,13 | 34,56  |
| 2     | Simon Kuipers       | Niederlande | 1:09,46 | 34,73  |
| 3     | Jeremy Wotherspoon  | Kanada      | 1:09,47 | 34,74  |
| 4     | Mun Jun             | Südkorea    | 1:09,72 | 34,86  |
| 4     | Denny Morrison      | Kanada      | 1:09,72 | 34,86  |
| 6     | Lee Kyu-hyeok       | Südkorea    | 1:09,84 | 34,92  |
| 7     | Håvard Bøkko        | Norwegen    | 1:10,11 | 35,06  |
| 8     | Samuel Schwarz      | Deutschland | 1:10,45 | 35,22  |
| 9     | Keiichirō Nagashima | Japan       | 1:10,51 | 35,26  |
| 10    | Jacques de Koning   | Niederlande | 1:10,55 | 35,28  |
|       |                     |             |         |        |
| 29    | Nico Ihle           | Deutschland | 1:12,00 | 36,00  |

#### 2. Lauf 500 Meter
| Platz | Name                        | Land               | Zeit  | Punkte |
| ----- | --------------------------- | ------------------ | ----- | ------ |
| 1     | Lee Kyu-hyeok               | Südkorea           | 34,85 | 34,85  |
| 2     | Jeremy Wotherspoon          | Kanada             | 34,95 | 34,95  |
| 3     | Mun Jun                     | Südkorea           | 35,00 | 35,00  |
| 4     | Simon Kuipers               | Niederlande        | 35,23 | 35,23  |
| 5     | Keiichirō Nagashima         | Japan              | 35,25 | 35,25  |
| 6     | Mika Poutala                | Finnland           | 35,28 | 35,28  |
| 7     | Lee Kang-seok               | Südkorea           | 35,33 | 35,33  |
| 8     | Jacques de Koning Jōji Katō | Niederlande Japan  | 35,40 | 35,40  |
| 10    | Kip Carpenter               | Vereinigte Staaten | 35,41 | 35,41  |
|       |                             |                    |       |        |
| 18    | Samuel Schwarz              | Deutschland        | 35,98 | 35,98  |
| 24    | Nico Ihle                   | Deutschland        | 36,08 | 36,08  |

#### 2. Lauf 1000 Meter
| Platz | Name                | Land        | Zeit    | Punkte |
| ----- | ------------------- | ----------- | ------- | ------ |
| 1     | Lee Kyu-hyeok       | Südkorea    | 1:08,82 | 34,41  |
| 2     | Jan Bos             | Niederlande | 1:08,94 | 34,47  |
| 3     | Mun Jun             | Südkorea    | 1:09,20 | 34,60  |
| 4     | Lars Elgersma       | Niederlande | 1:09,22 | 34,61  |
| 4     | Denny Morrison      | Kanada      | 1:09,22 | 34,61  |
| 6     | Simon Kuipers       | Niederlande | 1:09,28 | 34,64  |
| 7     | Jeremy Wotherspoon  | Kanada      | 1:09,54 | 34,77  |
| 8     | Håvard Bøkko        | Norwegen    | 1:09,93 | 34,97  |
| 9     | Keiichirō Nagashima | Japan       | 1:10,01 | 35,00  |
| 10    | Mika Poutala        | Finnland    | 1:10,07 | 35,03  |
|       |                     |             |         |        |
| 12    | Samuel Schwarz      | Deutschland | 1:10,42 | 35,21  |
| 29    | Nico Ihle           | Deutschland | 1:12,16 | 36,08  |